# Гельминтотерапия
Гельминтотерапия — умышленное заражение гельминтами в лечебных целях. Рассматривается как экспериментальный метод (проводятся клинические исследования) для лечения некоторых аутоиммунных болезней: болезнь Крона, целиакия, рассеянный склероз, бронхиальная астма и т.п
. Кроме того, экспериментальные, а также некоторые клинические работы продемонстрировали защитные свойства гельминтозной терапии против широкого спектра возрастных заболеваний, вызванных воспалением. Более того, обнаруженный в выделительных секреторных продуктах паразита филяриатных нематод A. viteae гликопротеин массой 62 кДа, названный ES-62, как выяснилось, обладает противовоспалительными свойствами. В опытах на мышах, получавших высококалорийную диету, показано, что еженедельное введение ES-62 улучшает здоровье в позднем возрасте и увеличивает продолжительность жизни.
Известны также случаи немедицинского заражения гельминтами под предлогом похудения, хотя такая практика является опасной для здоровья и жизни.

## Объяснение воздействия
[проверить перевод]

### Регулирование ответа TH1 и TH2
Хотя механизмы развития аутоиммунных заболеваний не полностью исследованы, существует мнение, что большая часть аутоиммунных болезней вызывается неадекватным иммунным ответом на безобидные антигены, вызываемым иммунной подсистемой, известной как иммунный ответ TH1. Внеклеточные антигены в первую очередь вызывают ответ типа TH2, как это бывает при аллергиях, тогда как внутриклеточные антигены запускают ответ TH1. Соотношение между двумя этими типами иммунных ответов является основным вопросом гипотезы гигиены, которая предполагает, что существует регуляторное действие между обоими типами. Однако наблюдение, что аллергические  и аутоиммунные реакции растут сходным образом в развитых странах, кажется, подрывает гигиеническую гипотезу.

### Гипотеза старых друзей
Уточнением гипотезы, устраняющим это видимое противоречие, является «гипотеза старых друзей». Она дополняет гигиеническую гипотезу предположением, что T-регуляторные клетки могут стать полностью эффективными, только если они стимулируются воздействием микроорганизмов и паразитов с низким уровнем патогенности, и сосуществовавшими с человеком с момента его появления в процессе эволюции. Эта теория получила в последнее время значительное доверие после исследований, показавших влияние инфекций и организмов, в частности, гельминтов, на гены, ответственные за производство различных цитокинов. Некоторые из них участвуют в регуляции воспалений, в том числе и ассоциированных с развитием болезни Крона, язвенного колита, целиакии.

### Гигиеническая гипотеза
Гигиеническая гипотеза предполагает, что соответствие иммунного ответа частично задается обучением при воздействии микроорганизмов и паразитов, и частично регулируется их наличием. В промышленно развитых странах значительно мал уровень распространения таких паразитов. Разработка вакцин, соблюдение гигиены, эффективная медпомощь, широкое использование антисептиков, антибактериальных средств и антибиотиков снизили количество паразитов, вирусных и бактериальных инфекций или ликвидировали некоторые из них. Эффективно искореняются многие заболевания, с которыми раньше сталкивался человек. Однако, с победой над многими опасными заболеваниями, велико было воздействие и на малопатогенных, и, возможно, даже полезных паразитов. Основной упор в теории делался, следовательно, на то, что правильное развитие Т-регуляторов индивидуума может зависеть от воздействия таких организмов, как лактобактерии, различные микобактерии и гельминты. Отсутствие их достаточного воздействия, особенно в детском возрасте, в настоящее время иногда признается как причина увеличения количества аутоиммунных заболеваний и болезней, для которых характерно хроническое воспаление.

### Гипотеза истощения микробиома
Гипотеза истощения микробиома утверждает, что отсутствие целого класса организмов во внутренней экологии человека является глубоким эволюционным несоответствием, которое дестабилизирует иммунную систему, что приводит к болезни: микробиом «истощается». Способ исправить нарушение регуляции состоит в том, чтобы восстановит или пополнить основные виды у здоровых людей до того, как у людей разовьются современные заболевания. Как краеугольные организмы, гельминты играют центральную роль в коррекции нарушений регуляции иммунной системы, и их пополнение может предотвратить заболевание.

## Текущие клинические исследования и исследования на животных
Клинические исследования в США по применению гельминтов (Helminth ova) против рассеянного склероза.
Клинические испытания с использованием TSO (Trichuris Suis Ova).
Использование TSO для лечения аллергии
.
Использование TSO для лечения рассеянного склероза.
Клинические исследования на предмет зависимости между целиакией и Necator americanus.
Клинические исследования на предмет использования Necator americanus для лечения рассеянного склероза.